# Atrichopogon mastersi
Atrichopogon mastersi är en tvåvingeart som först beskrevs av Frederick Askew Skuse 1889.  Atrichopogon mastersi ingår i släktet Atrichopogon och familjen svidknott. Inga underarter finns listade i Catalogue of Life.